# 密县瓷窑遗址
密县瓷窑遗址位于河南省新密市老城西关，又称“西关窑”，为唐中期至北宋中期之间的瓷窑遗址，中国瓷器中的珍珠地划花工艺被认为是源于此。

## 考古发现
密县瓷窑遗址于1961年被发现，1962年进行复查和标本采集。1984年和1993年两次进行考古发掘，发掘出瓷窑3座，瓦窑1座，碾料池1座，釉料池1座，从瓷窑的结构、形状看，属北方磁州窑系。其产品以白瓷为主，其次为黑瓷和青瓷，还有少量酱釉、黄釉瓷。瓷器主要包括白釉瓷碗、白釉绿彩注子、黄釉席纹注子、青釉花边枕、珍珠地划花动物纹枕等。还有一定数量的宋三彩器，主要包括香炉、枕和俑等。纹饰中以珍珠地划花最为突出，其次为刻花和印花。珍珠地禽鸟和羊、鹿等动物为密县瓷窑遗址最富特色的装饰图案。

## 保护情况
密县瓷窑遗址于1963年6月20日被河南省人民委员会公布为第一批河南省文物保护单位。2013年3月5日被中华人民共和国国务院公布为第七批全国重点文物保护单位。
　　